# Франческо Дзанончеллі
Франческо Дзанончеллі (італ. Francesco Zanoncelli, нар. 11 вересня 1967, Мілан) — італійський футболіст, що грав на позиції захисника. По завершенні ігрової кар'єри — тренер.

## Клубна кар'єра
Народився 11 вересня 1967 року в місті Мілан. Вихованець футбольної школи клубу «Мілан». Дебютував у першій команді в кінці сезону 1985/86 в Літньому турнірі. У наступному сезоні, у віці 19 років, він зіграв у 6 матчах Серії А, але так і не став основним захисником команди.
У сезоні 1986/87 грав за «Емполі», зігравши 23 матчі у Серії А, після чого відправився у другий італійський дивізіон де провів один рік виступаючи за «Монцу». Повернутись до вищого дивізіону Дзанончеллі зумів, ставши влітку 1989 року гравцем «Аталанти», але зігравши лише 4 гри у вищому дивізіоні, вже у жовтні він покинув клуб і став гравцем «Брешії» з Серії Б, де і дограв сезон, після чого також у Серії Б грав за «Падову» та «Асколі».
З 1995 року став виступати за «Лечче» під керівництвом Джамп'єро Вентури, і за два сезони вийшов з командою з Серії С1 до Серії А. Втім влітку 1997 року Вентура покинув команду і з рядом гравців, серед яких був і Дзанончеллі, перейшов на роботу в «Кальярі» з Серії Б, який у першому ж сезоні 1997/98 вийшли до Серії А. Завдяки цьому у сезоні 1998/99 Дзанончеллі знову отримав шанс зіграти у найвищому дивізіоні, провівши свої останні 28 ігор у Серії А.
Після цього з 1999 року по сезону грав у Серії Б за клуби «Брешія», «Дженоа» та «Кротоне», а завершив професійну ігрову кар'єру у клубі СПАЛ, за який виступав протягом 2002—2003 років.

## Виступи за збірну
Протягом 1986—1990 років залучався до складу молодіжної збірної Італії, з якою був учасником двох молодіжних чемпіонатів Європи — 1988 та 1990 років, ставши чвертьфіналістом і півфіналістом турніру відповідно. На молодіжному рівні зіграв у 23 офіційних матчах, забив 2 голи.

## Кар'єра тренера
Розпочав тренерську кар'єру невдовзі по завершенні кар'єри гравця, 2006 року, очоливши тренерський штаб клубу «Джакоменсе» з Серії D. У подальшому очолював кілька інших нижчолігових клубів.